# Porqueres
|  | No s'ha de confondre amb Porquerolles. |

Porqueres és un municipi de la comarca del Pla de l'Estany.

## Geografia
- Llista de topònims de Porqueres (Orografia: muntanyes, serres, collades, indrets...; hidrografia: rius, fonts...; edificis: cases, masies, esglésies, etc.).

El municipi de Porqueres està integrat per set pobles. Mata i les Pedreres al sud, i Miànigues, més cap a ponent, que és on es concentra la major part de la població. Pujant cap a la serra de Sant Patllari es troba Pujarnol; a l'oest, Porqueres; sobre l'estany, a la part nord, hi ha Usall, i, envoltat per la frondosa verdor de la serra del Ginestar, hi trobem el poble de Merlant.
| Entitat de població | Habitants (2023) |
| Mata                | 2.326            |
| les Pedreres        | 1.153            |
| Miànigues           | 686              |
| Porqueres           | 295              |
| Pujarnol            | 142              |
| Usall               | 101              |
| Font: Idescat       |                  |

## Història
Al segle xviii la majoria de pobles i veïnats que actualment formen el municipi de Porqueres estaven sota la senyoria reial: Miànigues, Merlant, Mata i Pujarnol; Porqueres, en canvi, era de senyoriu eclesiàstic. Existien dues batllies: la de Mata i Miànigues i la d'Usall i Porqueres.
Fins al segle xix no es va configurar el municipi de Porqueres, fins aleshores els diferents pobles o veïnats funcionaven de manera independent. El 12 de juny de 1845 en l'objectiu de formar agrupacions municipals ben definides i més grans, es va publicar al 'Boletín Oficial de la Província de Gerona' la creació d'un nou municipi on agregava les següents poblacions:  Porqueres, Pujarnol, Mata, Miànegues, Usall, Merlant i Sant Martí de Campmajor. Aquest nou municipi només va existir sobre el paper.
El 20 de juny de 1846, després de l'aprovació de la nova divisió de districtes municipals on se suprimien tots els ajuntaments que tinguessin menys de 30 veïns, el 'Boletín Oficial de la Província de Gerona' mostrava com quedava format el municipi de Porqueres, que incorporava:  Santa Maria de Porqueres, la feligresia de Calç, els veïnats de Formiga i Miànegues, els llocs de Mata, Pujarnol i Usall, i el poble de Merlant. En un primer moment alguns d'aquests pobles, llocs o parròquies van continuar amb un cert grau d'autonomia. La integració com a únic municipi va ser molt difícil.
Encara el 1867-1868 va haver-hi un intent de modificació del municipi quan es va presentar un Projecte d'agregació de Fontcoberta, Esponellà i Usall-Merlant a Serinyà, que comportava treure Usall i Merlant al municipi de Porqueres, al final no es va portar a terme.

## Demografia
| 1497 f | 1515 f | 1553 f | 1717 | 1787 | 1857 | 1877 | 1887 | 1900 | 1910 |
| ------ | ------ | ------ | ---- | ---- | ---- | ---- | ---- | ---- | ---- |
| 56     | 60     | 62     | 245  | 389  | 910  | 870  | 891  | 943  | 959  |

| 1920 | 1930  | 1940  | 1950  | 1960  | 1970  | 1981  | 1990  | 1992  | 1994  |
| ---- | ----- | ----- | ----- | ----- | ----- | ----- | ----- | ----- | ----- |
| 943  | 1.073 | 1.058 | 1.072 | 1.079 | 1.606 | 2.540 | 3.062 | 3.086 | 3.086 |

| 1996  | 1998  | 2000  | 2002  | 2004  | 2006  | 2008  | 2010  | 2012  | 2014  |
| ----- | ----- | ----- | ----- | ----- | ----- | ----- | ----- | ----- | ----- |
| 3.279 | 3.383 | 3.622 | 3.768 | 3.919 | 4.154 | 4.332 | 4.400 | 4.491 | 4.529 |

| 2016  | 2018  | 2020  | 2022  | 2024  | 2026 | 2028 | 2030 | 2032 | 2034 |
| ----- | ----- | ----- | ----- | ----- | ---- | ---- | ---- | ---- | ---- |
| 4.530 | 4.595 | 4.677 | 4.712 | 4.804 | -    | -    | -    | -    | -    |

## Llocs d'interès
- Castell de Porqueres
- Dolmen de les Closes
- Església Santa Maria de Porqueres
- Torre de Pujarnol
- Bosc de Can Ginebreda[3]

## Personatges
- Manel Saderra i Puigferrer (Tortellà, 1908 - Porqueres, 2000), músic i compositor nascut a Tortellà, mort i enterrat a Porqueres. Premi Creu de Sant Jordi 1993.
- Carles Fontserè i Carrió (Barcelona, 1916 – Girona, 2007), dibuixant i cartellista, especialment conegut a l'època de la Segona República Espanyola. Als anys 70, en tornar de l'exili, es va instal·lar a Porqueres. Premi Creu de Sant Jordi 1985.
- Esperxats de l'Estany - La Colla Castellera del Pla de l'Estany amb seu social a Porqueres.